# 張系国
張 系国（ちょう けいこく）は台湾人の計算機科学者、小説家。
5歳の時に家族とともに台湾に移る。1965年に台湾大学の電気工学部を卒業。1966年にアメリカ合衆国に渡り、カリフォルニア大学バークレー校で研究する。1976年に修士となり、二年後には哲学で博士号を取得する。大学で電気工学を学び終えた後、1969年から75年にかけてはIBMのトーマス・J・ワトソン研究所で活動した。その後イリノイ大学、ピッツバーグ大学などで教鞭を執る。1986年から1991年の間、ピッツバーグ大学のコンピューターサイエンス学部の学部長を務めた。
大学在学中に小説の執筆を始めた。代表作としてリアリズム小説の『棋王』、『香蕉船』（バナナボート）が挙げられる。前者は英語・ドイツ語に翻訳され、後に映画化もされた。1970年代後半以降は多くのサイエンス・フィクションを書き、台湾におけるSFの第一人者としての名声を築いた。日本では、SF短編集『星雲組曲』と『星塵組曲』の二冊が翻訳・合本化され『星雲組曲』（山口守・三木直大訳、国書刊行会、2007年）として刊行されているほか、数作の短編が紹介されている。

## 主な作品
- 『星雲組曲』（山口守・三木直大訳、国書刊行会〈新しい台湾の文学〉、2007年5月　ISBN 4336045305）
- 『バナナボート』（山口守監訳、JICC出版局、1991年、ISBN 4796601775）短編集、収録作品「バナナボート・シカゴの裏街」
- 『台北ストーリー』（山口守編訳、国書刊行会〈新しい台湾の文学〉、1999年、ISBN 4336041326）短編集、収録作品「ノクターン」